# Valery Kerdemelidi
Valery Kerdemelidi (Moscú, Rusia, 18 de julio de 1938) es un gimnasta artístico soviético tres veces subcampeón —dos en Mundiales y una en Olimpiadas— en el concurso por equipos.

## Carrera deportiva
En los JJ. OO. de Roma de 1960 y en el Mundial de Praga 1962 ayuda a su equipo a conseguir la medalla de plata. Y en el Mundial de Dortmund 1966 vuelve a ganar la plata en equipos, tras Japón y por delante de Alemania del Este, siendo sus compañeros de equipo: Mikhail Voronin, Sergei Diomidov, Yuri Titov, Valery Karasev y Boris Shakhlin. 